# Xuan'en
Xuan'en (en chino, 宣恩; pinyin, Xuān'ēn) es un condado bajo la administración directa de la Prefectura Enshi en la Provincia de Hubei, República Popular China.  Su área es de 2737 km² y su población total para 2010 superó los 300 mil habitantes..

## Administración
Desde julio de 2020, el  condado Xuan’en se divide en 9 pueblos que se administran en 5 poblados,  2 villas y 2 villas étnicas. 

## Toponimia
El topónimo Xuan'en se compone de los sinogramas Xuan (propagar) y En (gracia).
En 1736, durante el primer año de reinado del emperador Qianlong, se estableció este condado. El nombre Xuan'en fue elegido por decreto imperial y significa literalmente "Propagar la gracia [del emperador]". Al bautizar la región con este término, se buscaba simbólicamente reforzar la lealtad al imperio y legitimar su control en esta región habitada por minorías étnicas como los Tujia y los Miao.
El carácter 恩 (Ēn) también aparece en nombres cercanos como Enshi. Ambos topónimos comparten la raíz de "gracia imperial", destacando la influencia cultural y política de la dinastía Qing en la zona.